# Budești (Moldavia)
Budești es una comuna y pueblo de la República de Moldavia ubicada en el sector Ciocana de la capital, Chisináu.
En 2004 el pueblo tenía 4497 habitantes, de los cuales 4286 eran étnicamente moldavo-rumanos, 99 ucranianos y 58 rusos. La comuna incluía hasta 2013 el pueblo de Văduleni, sumando ambos pueblos en el censo de 2004 un total de 5036 habitantes, pero desde 2013 dicha pedanía pasó a pertenecer a la ciudad de Vadul lui Vodă y Budești pasó a ser una comuna de un solo pueblo.
Se ubica en la periferia nororiental de Chisináu en el límite con el distrito de Criuleni, en la salida de la capital nacional por las carreteras R5 y M14.